# Констанций Маронийский
Митрополит Констанций Маронийский (греч. Κωνστάντιος Μαρωνείας; 1770, Халкидики, Центральная Македония — 1821, Афон) — греческий православный религиозный деятель, один из руководителей Греческой революции 1821 года в Македонии.

## Биография
Констанций родился в 1770 году в Мадемохорья; на полуострове Халкидики, Центральная Македония. Мадемохорья были группой 12 сёл, добывающих серебро, и в силу этого имевших полуавтономный статус.
Констанций учился на Афоне и в начале десятилетия 1800 выехал в Константинополь. Здесь, в Фанаре, он был рукоположён пресвитером Константинопольской православной церкви и позже получил титул архимандрита.
3 октября 1810 года подал в отставку, бывший тогда митрополитом Маронии и Комотини, митрополит Неофит. 10 октября того же года Священный синод Константинопольской православной церкви избрал новым митрополитом Констанция.
Констанций был посвящён в тайное греческое революционное общество Филики Этерия незадолго до начала Греческой революции 1821 года и, в свою очередь, посвятил в Общество многих из Родопского региона, из городка Макри и острова Самофракия.

## Греческая революция
В конце апреля 1821 года, призвав к восстанию жителей Родопского региона, митрополит оставил Маронию, взяв с собой вооружённых жителей Маронии и Макри, и направился к острову Тасос который находился тогда в церковной юрисдикции митрополита Маронии.
За оставление своего религиозного поста Констанций был осуждён Патриархатом.
На Тасосе, вместе со старейшиной острова этеристом, Георгисом Метаксасом, митрополит организовал восстание островитян против осман а затем направился на Афон.
23 марта 1821 года, вместе с врачом Эвангелом Мексисом, митрополит высадился на Афоне с кораблей судовладельцев Эноса Антониса Висвизиса и Домны Висвизи, во главе отряда повстанцев из Фракии и острова Тасос. Целью митрополита было оказать содействие Эммануилу Паппасу, который два месяца находился в монастыре Эсфигмен, подготавливая восстание в Македонии.
17 мая 1821 года Греческая революция в Македонии была провозглашена на религиозной церемонии, которую провёл митрополит Констанций в монастыре Эсфигмен.
Эммануил Паппас был провозглашён «вождём и защитником Македонии».
Констанций последовал со сражающимися отрядами Паппаса к «каналу Ксеркса» (перешеек Афона), к Иериссосу и к Мадемохория. В сражении при Иериссос греческие повстанцы, под командование Паппаса одержали победу над османскими силами Юсуф-паши.
Тем временем султан Махмуд II послал своего сераскера (военного визиря) Мехмет Байрам-пашу на подавление восстания в южной Греции. Байрам-паша с войсками из Малой Азии, направляясь на юг Греции, в тот момент находился в Македонии. После обращения салоникского Юсуф Бея, Байрам-паша получил приказ султана подавить восстание на полуострове Халкидики.
В то время как Капсас, Стаматиос в начале июня вёл бои на подступах к македонской столице, городу Фессалоники, силы Паппаса пошли на перехват Байрам-паши в двух направлениях: основные силы, под командованием Паппаса направились к Полийиросу, в то время как Констанций, во главе маленького отряда блокировал ущелье Рентины.
В сражении при Рентине 15 июня 1821 года сераскер Мехмет Байрам-паша во главе 20 000 пеших и 3000 всадников сломил сопротивление нескольких сотен повстанцев Констанция. Греческие историки отмечают что при этом Паппас и Констанций отвлекли турецкие силы направляющиеся в южную Грецию. Последовала резня населения в северной части полуострова Халкидики.
Констанций был тяжело ранен в сражении при Рентине, но избежав пленения сумел добраться до Афона. Умер от ран в конце октября 1821 года. Новым митрополитом Маронии и Комотини был избран Даниил. Однако когда 15 декабря 1821 года Мехмет Эмин Лубут-паша из Салоник прибыл на Афон, он потребовал вскрыть могилу Констанция, чтобы убедиться, что он мёртв.
Через 160 лет, 29 ноября 1981 года, митрополия Маронии и Комотини воздвигла во дворе храма Благовещения Пресвятой Богородицы в городе Комотини памятник митрополиту Констанцию.